# Могильник курганний Жнибороди I
Могильник курганний Жнибороди I — пам'ятка археології місцевого значення в Бучацькому районі Тернопільської області. Розташована в урочищі «Вірлиська» («Могилки») на західній околиці села Жнибороди на пагорбі над р. Стрипою.

## Історія

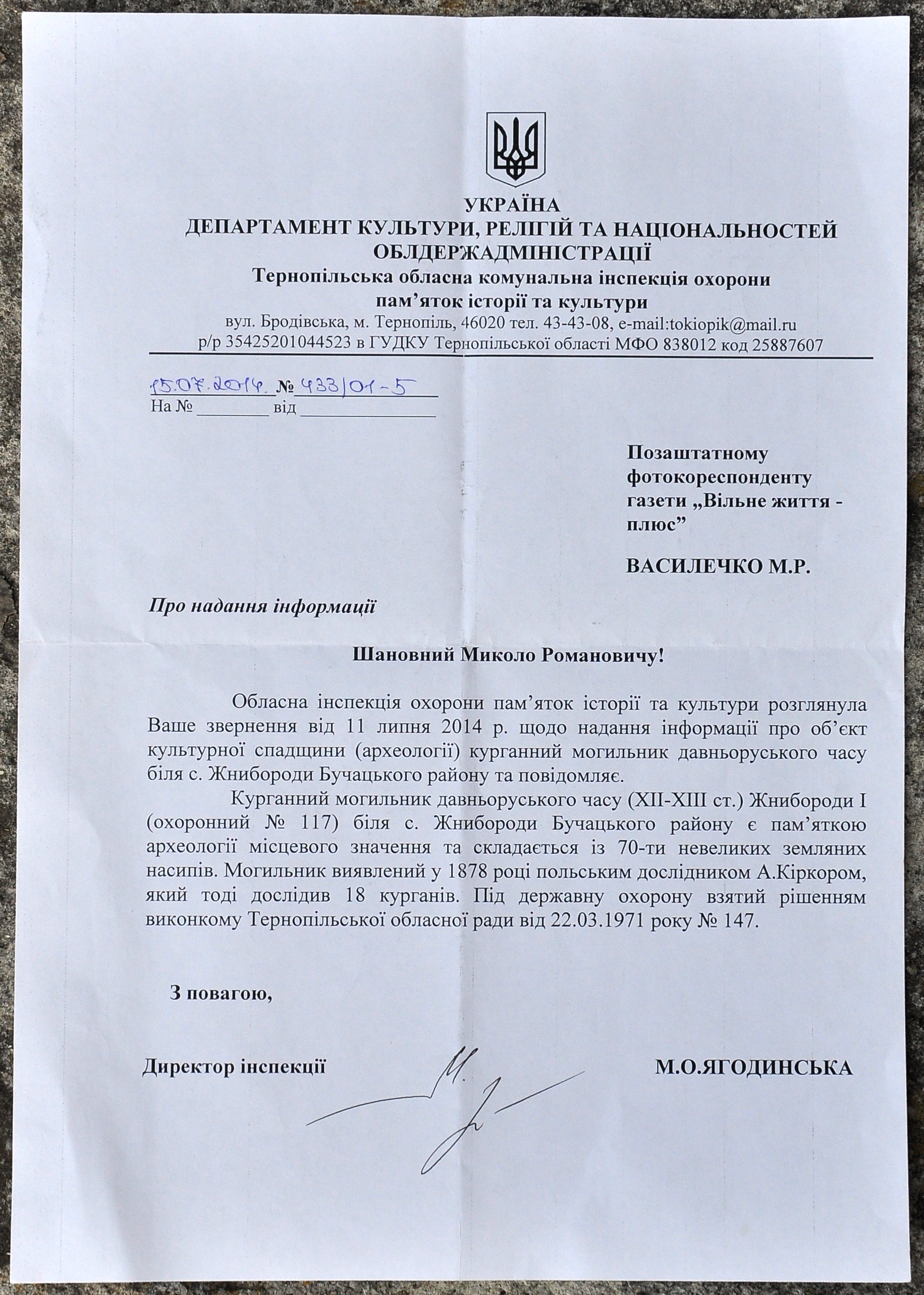
Відповідь Тернопільскої обласної комунальної інспекції охорони пам'яток історії та культури №433/01-5 від 15.07.2014 на запит Миколи Василечка щодо пам'ятки археології місцевого значення «Могильник курганний Жнибороди I»

Могильник із більш як 70 невеликих земляних насипів виявлений 1878 року білорусько-польським дослідником Адамом-Гонорієм Кіркором. Рішенням № 147 Виконкому Тернопільської обласної ради від 22 березня 1971 року було прийнято рішення щодо забезпечення державного захисту могильника. 

## Дослідження
У 1878 р. Адам Кіркор вивчив 18 курганів під час досліджень.

## Сучасний стан
Могильник перебуває в занедбаному стані без оформлення охоронної зони і таблиці. Місцеве населення випасає тут худобу.

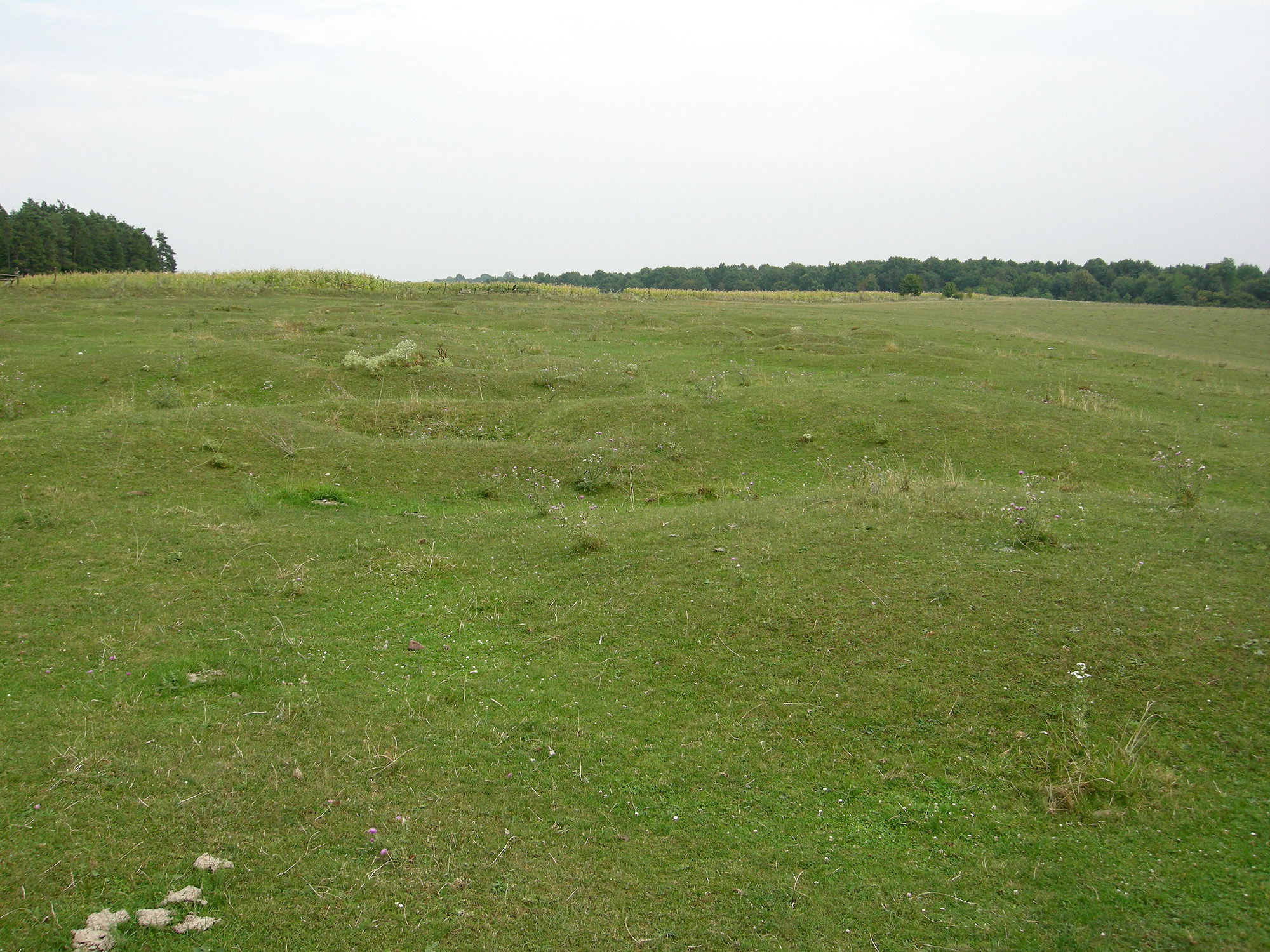
Вигляд на курганний могильник
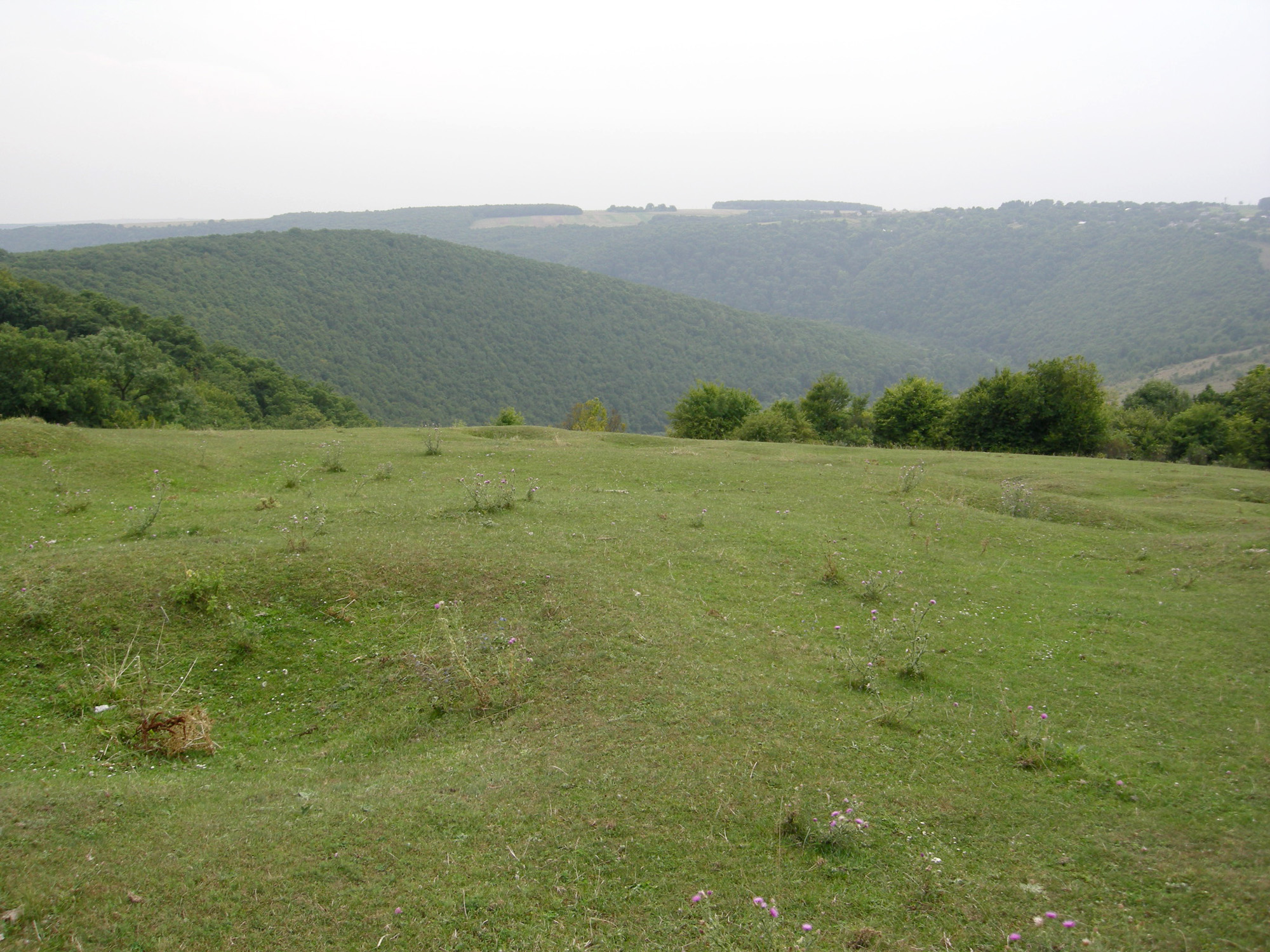
Один з розритих А. Кіркором курганів